# Attentat d'Ürümqi de mai 2014
L'attentat d'Ürümqi de mai 2014 a eu lieu dans la région autonome ouïghoure du Xinjiang alors que deux véhicules de type SUV, transportant cinq assaillants, ont attaqué un marché public fréquenté majoritairement par l'ethnie han. Des explosifs ont été lancés à partir des véhicules en direction des gens présents. Les deux véhicules sont par la suite entrés en collision l'un contre l'autre et ont explosé[réf. nécessaire]. Incluant les assaillants, 43 personnes ont perdu la vie en plus de 90 blessés. Cette attaque est la plus meurtrière depuis le commencement des troubles dans la région autonome ouïghoure du Xinjiang.
L'attaque est revendiquée par le Parti islamique du Turkestan.

## Contexte
Avant l’attentat,  la situation était marquée par des tensions entre le gouvernement chinois et la minorité ouïghours. Le Xinjiang, une région riche en ressources et historiquement située sur la Route de la soie, abrite une population ouïghoure, un groupe ethnique de confession musulmane et de culture turcophone. Les autorités chinoises, connaissant l’importance stratégique de cette région, encouragent les Hans, la communauté traditionnelle chinoise à s’installer dans cette région. De ce fait, les Ouïghours se plaignent de discriminations politiques et économiques mais également de ne plus se sentir chez eux dans le Xinjiang. Selon certains médias comme Libération, le gouvernement chinois irait même jusqu’à procéder à des stérilisations des femmes ouïghours et parlerait de politique génocidaire.  Le gouvernement chinois, quant à lui, justifie ses politiques de répression par la nécessité de lutter contre le séparatisme, le fondamentalisme et le terrorisme. Les incidents de  juillet 2009 avaient déjà montrés la volonté des Ouïghours à résister face au gouvernement chinois. Cette question ouïghoure n’est pas récente et les revendications de la communauté date du début de l’unification chinoise au milieu du XXe siècle.

## Déroulement
Le 22 mai 2014, Ürümqi' fut le théâtre d’un attentat. Celui-ci s'est déroulé tôt dans la matinée, sur un marché en plein air situé dans un quartier animé de la ville. Deux véhicules tout-terrain ont fait irruption sur le marché, semant la panique parmi les commerçants et les clients. Les assaillants ont alors lancé une douzaine d’explosifs à partir des voitures et ont foncé délibérément dans la foule, avant de se rentrer dedans pour se faire exploser. L'attaque, d'une violence inouïe, a causé la mort d'au moins 43 personnes et fait plus de 90 blessés, en majorité des femmes issues de l’ethnie Han.

### Conséquences
Le gouvernement chinois a réagi en qualifiant l'attaque de « terroriste » et a renforcé les mesures de sécurité à travers toute la région du Xinjiang. Revendiqué par le Parti islamique du Turkestan, cet attentat a renforcé la position du gouvernement sur la nécessité d'une surveillance accrue et d'une répression sévère contre les mouvements qu'il jugeait extrémistes. L'attaque a également servi de justification à l'intensification des campagnes de sécurité dans la région, marquées par une augmentation des contrôles, des arrestations et des mesures de surveillance, qui ont parfois visé l'ensemble de la population ouïghoure.